# Mazda RX-8

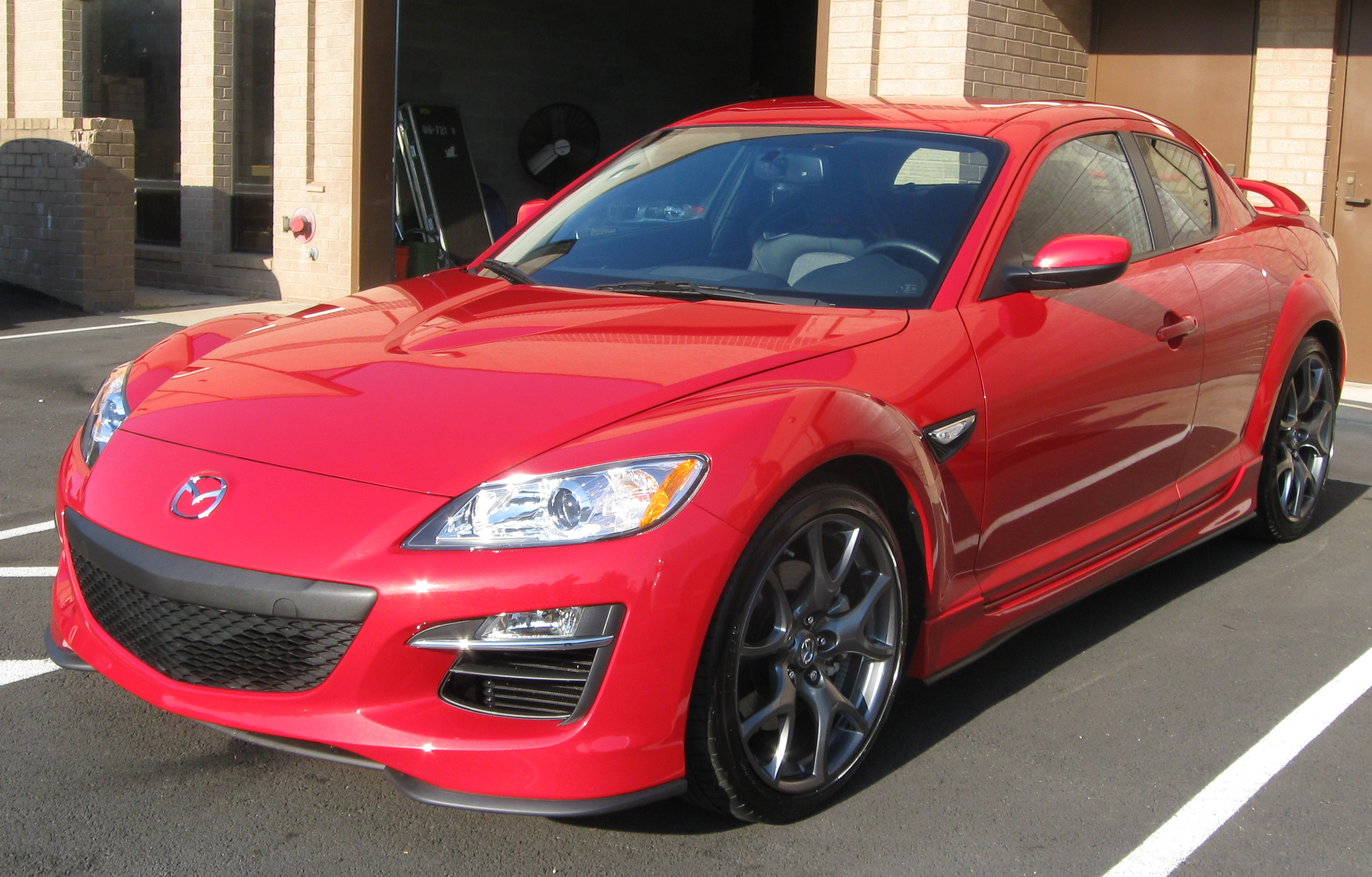
Mazda RX-8 (2010)

Mazda RX-8 je sportovní automobil, vyráběný japonskou automobilkou Mazda v letech 2003-2012. Jedná se o nástupce modelu RX-7 a jakožto každý "RX" model je poháněn výhradně rotačním Wankelovým motorem. Novinkou byl motor 13B-MSP Renesis. Oproti modelu RX-7 nepoužívá přeplňování. Zajímavostí Mazdy RX-8 jsou menší zadní dveře, otevírající se v tzv. "suicide" stylu, které poskytují dobrý přístup na zadní sedadla. 
Model RX-8 byl stažen z evropského trhu v roce 2010 poté, co vůz již nesplňoval emisní normy. Kvůli klesajícím prodejům z Evropy spolu s rostoucími cenou japonského jenu ukončila roku 2012 Mazda prodej RX-8 i na ostatních trzích. RX-8 byl poslední sériový vůz s rotačním motorem na světě, poté byl tento motor Mazdou používán pouze pro závodní jednosedadlové speciály, Mazda zcela ukončila výrobu rotačních motorů v roce 2018. Od roku 2023 se dodávají rotační motory do elektrického vozu Mazda MX-30.

## První generace 2003-2008
- 13B-MSP (Multi-Side Port) Renesis 4-port - 191 HP (140 kW), pětistupňová manuální převodovka
- 13B-MSP (Multi-Side Port) Renesis 6-port - 238 HP (175 kW), JDM verze 250 HP (184 kW), šestistupňová manuální převodovka

Na výběr byla i čtyřstupňová automatická převodovka (později šestistupňová), vůz měl oproti modelům s manuální převodovkou omezen maximální výkon z důvodu 7500 rpm redline (manuál 9000 rpm redline).

## Druhá generace 2009-2012
Novinky
Vzhledové prvky (světla, nárazníky, zadní spoiler)
Kompletní vyztužení karoserie, zlepšení jízdních vlastností na limitu
Final drive gear ratio na manuálních převodovkách zkráceno z 4.444 na 4.777
Účinnější mazání motoru
Zvětšen vnitřní průměr výfuku pro lepší odvod spalin
Spirit R
Stejně jako u RX-7, i zde byl konec výroby oslaven limitovanou edicí
Devatenáctipalcová bronzová kola
Recaro skořepinová sedadla
3 exkluzivní barvy pro tento model - Aluminum Metallic, Sparkling Black Mica a Crystal White Pearl Mica